# (6210) Hyunseop
(6210) Hyunseop est un astéroïde de la ceinture principale.

## Description
(6210) Hyunseop est un astéroïde de la ceinture principale. Il fut découvert le 14 janvier 1991 à Kushiro par Masanori Matsuyama et Kazuro Watanabe. Il présente une orbite caractérisée par un demi-grand axe de 2,86 UA, une excentricité de 0,02 et une inclinaison de 3,0° par rapport à l'écliptique.

## Compléments